# 바이러스성 폐렴
바이러스성 폐렴(Viral pneumonia)은 바이러스에 의한 감염으로 발생하는 폐렴을 의미한다. 바이러스는 박테리아와 함께 폐렴을 일으키는 주 원인이며, 이보다는 덜 흔한 경우지만 곰팡이나 기생충이 폐렴을 일으키기도 한다. 바이러스가 폐렴의 주 원인이 되는 연령층은 주로 어린아이이며, 이와는 반대로 성인의 경우 박테리아에 의한 폐렴이 주 원인이 된다.

## 증상
바이러스성 폐렴의 증상으로는 발열, 마른 기침, 콧물이 있으며, 이 외에도 근육통과 두통과 같은 전신증상 역시 나타난다. 증상은 바이러스의 종류에 따라 달라지기도 한다.

## 원인
바이러스성 폐렴의 일반적인 원인으로는 다음의 바이러스들이 있다.
- 오르토믹소바이러스과에 속하는 인플루엔자 바이러스 A와 B[3]
- 호흡기 세포융합 바이러스 (Respiratory syncytial virus, RSV)[3]
- 인간 파라인플루엔자 바이러스 (주로 어린이의 경우 원인이 된다)[3]

다음의 바이러스에 의한 감염은 희귀하지만 마찬가지로 폐렴의 원인이 된다.
- 아데노바이러스(군대)[3]
- 메타뉴모바이러스[4]
- 중증급성호흡기증후군 코로나바이러스 (SARS-CoV)[5]
- 중증급성호흡기증후군 코로나바이러스 2 (2019년 신종 코로나 바이러스, SARS-CoV-2)[6]
- 중동호흡기증후군 코로나바이러스 (MERS-CoV)
- 한타바이러스[7]

다음의 바이러스들은 폐렴이 주 증상은 아니지만, 폐렴을 일으키기도 한다.
- 단순포진바이러스 (Herpes simplex virus, HSV)는 주로 신생아나 유아들에게 폐렴을 일으킨다.
- 수두대상포진바이러스 (Varicella zoster virus, VZV)
- 홍역바이러스 (Measles virus)
- 풍진 바이러스 (Rubella virus)
- 거대세포바이러스(Cytomegalovirus, CMV)는 주로 면역계에 이상이 있는 환자들에게 폐렴을 일으킨다.
- 천연두 (Smallpox virus)
- 뎅기바이러스 (Dengue virus)

어린아이들이 바이러스성 폐렴을 보일 경우 대부분 호흡기 세포융합 바이러스 (RSV), 리노바이러스, 인간 메타뉴모바이러스, 인간 보카파르보바이러스, 그리고 파라인플루엔자 바이러스가 원인이다.

## 병리학
바이러스는 번식하기 위해서 세포 내부로 침투한다. 일반적으로 바이러스는 입, 코 등을 통해 흡입되어 비말형태로 호흡기를 지나 허파에 도달한다. 이 과정에서 바이러스는 기도와 폐포에 침투한다. 이러한 침투의 결과로 많은 세포가 죽는데, 그 기작으로는 바이러스가 직접 세포를 죽이는 방법과 신체의 면역 활동으로 인한 세포자살이 있다.
그러나 이에 그치지 않고 허파에는 더 많은 손상이 일어나는데, 대부분 면역계의 반응에 의한 것이다. 림프구를 위시한 백혈구들은 사이토카인을 비롯해 다양한 화학물질의 분비를 촉진한다. 그러나 이는 폐포가 액체로 가득차게 되는 원인이 된다. 바이러스나 세포자살로 인한 세포의 파괴와 더불어 폐포가 물로 가득차게 되므로, 허파는 산소를 혈액속으로 공급하는 본래의 기능을 수행하기 어려워진다. 따라서 폐렴이 발생한다.
허파에 가해지는 영향 외에도 다양한 기관이 바이러스의 영향을 받는다. 이로 인해 호흡기 증상 외에도 다양한 증상이 발생하게 된다. 일부 바이러스들은 신체가 박테리아에 더 쉽게 감염될 수 있는 상태로 만드는데, 이러한 이유로 박테리아성 폐렴이 바이러스성 폐렴과 동시에 발생하기도 한다.

## 예방
바이러스성 폐렴에 대비하는 가장 좋은 예방 방법은 인플루엔자 백신, 아데노바이러스 백신, 수두 백신, 대상포진 백신, 홍역 백신, 풍진 백신을 접종하는 것이다.

## 치료
바이러스성 폐렴의 증상이 발생한 환자의 주 원인이 인플루엔자 바이러스 A나 B로 여겨지는 경우, 증상 발현 후 48시간이 지나지 않은 환자들은 오셀타미비르나 자나미비르를 투여하면 효과를 볼 수 있다. 호흡기 세포융합 바이러스가 원인인 경우 직접적인 치료법은 알려진 바가 없지만, 심각한 경우에는 리바비린이 효과를 나타낼 수 있다. 단순포진바이러스나 수두대상포진바이러스가 원인으로 지목되는 경우에는 아시클로버가 치료에 도움이 될 수 있고, 거대세포바이러스의 경우에는 간시클로버가 효과를 볼 수 있다. 그러나 사스(SARS)로 알려진 중증급성호흡기증후군 코로나바이러스, 코로나바이러스감염증-19를 일으키는 중증급성호흡기증후군 코로나바이러스 2, 메르스(MERS)로 알려진 중동호흡기증후군 코로나바이러스, 아데노바이러스, 한타바이러스, 인간 파라인플루엔자 바이러스의 경우에는 유의미한 치료법이 아직 알려지지 않았다. 지극한 간병이 환자에게 도움이 될 수 있다.

## 유행병학
매년 2억명의 사람이 바이러스성 폐렴에 걸리는데, 이중 1억명은 어린이고 1억명은 성인이다.